# Brzescy herbu Bończa
Brzescy herbu Bończa – polska rodzina szlachecka.

## Historia
Rodzina Brzeskich, pieczętująca się herbem Bończa, pochodzi z Małopolski. Była odnogą senatorskiej rodziny Kunickich, która pisała się z Kunic Wielkich w woj. sandomierskiego i od XV w. wydała wiele znaczących osób w województwach: krakowskim, lubelskim, czernihowskim i ziemi chełmskiej.
Rodzina Brzeskich, która używała również przydomek Bończa, swe nazwisko wzięła od majątku Brzesko, ale jeszcze w XV i XVI stuleciach dziedziczyła na części Kunic. Z nich Jan i Ludwik podpisali elekcję króla Jana III Sobieskiego. Ignacy Bończa Brzeski był w latach 1778-1780 burgrabią grodzkim kowalskim.